# Бодольц
Бодольц (нім. Bodolz) — громада в Німеччині, знаходиться в землі Баварія. Підпорядковується адміністративному округу Швабія. Входить до складу району Ліндау.
Площа — 3,03 км2. Населення становить 3054 ос. (станом на 31 грудня 2020).

## Географії

### Адміністративний поділ
Громада  складається з 8 районів:
- Беттнау
- Бруггах
- Ебнет
- Енцисвайлер
- Гохзтрес
- Гоєрберг
- Міттенбух
- Таубенберг